# Ladislav Vankovič (1931)
Ladislav Vankovič (20. května 1931 – 31. července 2014 Bardejov) byl slovenský fotbalový brankář a trenér. Jeho synové Ladislav Vankovič ml. a Vladimír Vankovič byli také prvoligovými fotbalisty. Od roku 1960 bydlel v Bardejově.

## Hráčská kariéra
V československé lize chytal za Duklu ČSSZ Prešov, aniž by skóroval. V nižších soutěžích chytal za Stropkov a Bardejov.

### Prvoligová bilance
| Ročník             | Zápasy | Góly | Minuty | Nuly | Klub                  |
| ------------------ | ------ | ---- | ------ | ---- | --------------------- |
| I. liga 1951       | –      | 0    | –      | –    | ZSJ Dukla ČSSZ Prešov |
| CELKEM I. ČS. LIGA | –      | 0    | –      | –    |                       |

## Trenérská kariéra
Po skončení hráčské kariéry se stal trenérem v Partizánu Bardejov. Vedl také Teslu Stropkov.